# 梁競徽
梁競徽（英語：Oscar Leung King Fai；1979年3月26日—），原名梁烈唯，曾改名梁烈維，香港男演員，曾為無綫電視及邵氏兄弟男藝員。

## 簡歷
梁競徽多演配角，包括早期《青出於藍》的鮑旭明、《緣來自有機》的謝永基、《尖子攻略》的陳力奔；近年《五味人生》的任勝天、《老公萬歲》的孔爵錫、《團圓》的陳積文等。
曾於2008年憑《尖子攻略》中飾演反叛中學生、後來一改性格成為出色足球員及成績優異學生的陳力奔（陳列品）一角，因此獲的萬千星輝頒獎典禮最佳男配角及飛躍進步男藝員提名。2012年，梁競徽於《缺宅男女》中飾演「關二哥」一角大受歡迎，被指有機會競逐「最佳男配角」及「飛躍進步男藝員」獎項提名，亦於《東西宮略》中飾演太史官「端木正」、《耀舞長安》的卞玉郎及《飛虎》擔任第三男主角飾演狙擊手莊卓源，後再於《八卦神探》飾演梁醒裘（吹水波）首度擔任第二男主角因此令他人氣上升。另外他是2012年「飛躍進步男藝員」獎項的得獎者。2021年1月轉為部頭合約。
他曾為邵氏兄弟藝員，近年亦主要活躍於中國大陸，並於2025年合約結束後回復自由身。

## 個人生活
梁競徽父親梁家禮是武打片演員，其伯父為前無綫電視男藝員梁家仁，堂弟梁皓貽曾在加拿大學習3D設計，參與過電影演出，現爲電影幕後人員。
梁競徽於2014年元旦與交往11年的女友兼中學師妹駱保雯結婚，二人於香港洲際酒店舉辦婚禮。2017年1月，其妻子剖腹產下一女，取名Karina。
2019年1月3日，宣布改名為梁競徽。
2022年12月，梁競徽在大陸工作期間感染新冠病毒，病徵包括喉嚨痛、發冷、咳嗽、骨痛、肚瀉、發高燒。

## 政治取向
梁競徽以往被認為是立場親建制派的藝人，其後於2019年反對逃犯條例修訂草案運動中被網民指他有份參與6月16日遊行，而遊行中表現極為活躍，有多名參與者指受過其幫助及鼓勵，因此被譽為「香港民主之子」。雖然梁本人多次否認，又指當時自己身處澳門，但網民認為他是怕被日後清算，亦有網民以劣質修圖，偽造他沒有遊行的圖片，並以圖片作為他「沒有參與遊行的證據」，避免其因政治立場而被封殺。其後梁競徽在其Instagram戶口上載一張白花圖，並在留言位置附上一個雙手合十的表情符號，疑為因抗議逃犯條例而墮樓自殺的死者獻上白花。後來於8月1日中國人民解放軍建軍節當日，他在微博發文向解放軍致敬，并配上紅底白字「81」。梁競徽亦有參與支持港區國安法的聯署。

## 演出作品

### 電視劇（無綫電視）
| 首播年份 | 劇名               | 角色                    |
| 2004年   | 天涯俠醫           | 細Dee                   |
| 2004年   | 青出於藍           | 鮑旭明                  |
| 2005年   | 心花放             | 林四海                  |
| 2005年   | 胭脂水粉           | 吳以正                  |
| 2006年   | 法證先鋒           | 程偉勝                  |
| 2006年   | 鐵血保鏢           | 劉大福                  |
| 2006年   | 賭場風雲           | 齊歡暢（青年）          |
| 2007年   | 迎妻接福           | 洪中                    |
| 2007年   | 緣來自有機         | 謝永基                  |
| 2007年   | 溏心風暴           | Dicky                   |
| 2007年   | 強劍               | 佘化虎                  |
| 2007年   | 爸爸閉翳           | 張正義                  |
| 2007年   | 通天幹探           | 趙學勤（Tony）          |
| 2007年   | 野蠻奶奶大戰戈師奶 | Kim                     |
| 2008年   | 秀才愛上兵         | 雷老虎                  |
| 2008年   | 法證先鋒II         | 程偉勝                  |
| 2008年   | 甜言蜜語           | Paul                    |
| 2008年   | 疑情別戀           | 袁小軍                  |
| 2008年   | 尖子攻略           | 陳力奔                  |
| 2008年   | 東山飄雨西關晴     | 潘卓興（少年）          |
| 2009年   | 學警狙擊           | 陳中禾                  |
| 2009年   | 巾幗梟雄           | 彭鏗 （少年）           |
| 2009年   | 老婆大人II         | 劉小冬                  |
| 2009年   | 烈火雄心3          | 麥正龍                  |
| 2009年   | 絕代商驕           | 才記                    |
| 2010年   | 五味人生           | 任勝天／馬永寧          |
| 2010年   | 老公萬歲           | 孔爵錫                  |
| 2010年   | 刑警               | 李閃亮                  |
| 2011年   | 仁心解碼           | 陳偉聰                  |
| 2011年   | 女拳               | 小猴                    |
| 2011年   | 團圓               | 陳積文                  |
| 2011年   | 蓋世孖寶           | 曹世傑                  |
| 2012年   | 缺宅男女           | 關嘉康（關二哥）        |
| 2012年   | 東西宮略           | 端木正                  |
| 2012年   | 耀舞長安           | 卞玉郎                  |
| 2012年   | 飛虎               | 莊卓源                  |
| 2012年   | 大太監             | 愛新覺羅·載淳（同治帝） |
| 2012年   | 幸福摩天輪         | 許玉安（青年）          |
| 2012年   | 法網狙擊           | 戴奕行（Max）           |
| 2013年   | 戀愛季節           | 方家偉（Ray）           |
| 2013年   | 仁心解碼II         | 王世邦                  |
| 2013年   | 女警愛作戰         | 何仔                    |
| 2014年   | 點金勝手           | 羅俊基                  |
| 2014年   | 使徒行者           | 張木榮（木蝨）          |
| 2014年   | 飛虎II             | 莊卓源                  |
| 2014年   | 八卦神探           | 梁醒裘（吹水波）        |
| 2015年   | 倩女喜相逢         | 寧采君                  |
| 2016年   | 警犬巴打           | 馬志冲                  |
| 2016年   | 為食神探           | 張國華                  |
| 2017年   | 迷                 | 李大興                  |
| 2017年   | 同盟               | 戴華冠（G Force）       |
| 2018年   | 是咁的，法官閣下   | 赵金水（Charles）       |
| 2019年   | 鐵探               | 谷永正（快活谷, 谷sir） |
| 2020年   | 使徒行者3          | 張木榮（木蝨）          |

### 電視劇（邵氏兄弟）
| 首播年份 | 劇名             | 角色            |
| 2018年   | 守護神之保險調查 | 徐賢            |
| 2018年   | 飛虎之潛行極戰   | 郭勤風（Kenny） |
| 2019年   | 飛虎之雷霆極戰   | 唐永飛          |
| 2021年   | 飛虎之壯志英雄   | 許 森           |
| 2025年   | 執法者們         | 戴永強          |

### 電視劇（中國大陸）
| 首播年份 | 劇名               | 角色   |
| 2021年   | 紅樓私房菜(網絡劇) | 林棣   |
| 2022年   | 黑金風暴(網絡劇)   | 李志堅 |
| 未播映   | 大明国子监         |        |

### 電影
| 年份   | 影片名稱                   | 角色         |
| 1999年 | 監獄風雲之少年犯           | 張家辉       |
| 2000年 | 陰陽愛                     | 撞鬼的士司機 |
| 2000年 | 陰陽路七撞到正             | 邪童         |
| 2000年 | 街女                       | Ken          |
| 2001年 | 困獸                       | Ben          |
| 2001年 | 驚天大逃亡                 | 偷渡客       |
| 2001年 | 月滿抱西環                 | 小偷         |
| 2001年 | 頭號人物                   | 何偉強       |
| 2001年 | 迷離警界之鬼車             | Dick         |
| 2002年 | 花園街一號                 | Ronald朋友   |
| 2003年 | 少年刀手                   | 清           |
| 2005年 | 擁抱每一刻花火             | 喪勁超       |
| 2009年 | LAUGHING GOR之變節         | 小龍         |
| 2010年 | 72家租客                   | 租客         |
| 2011年 | 我爱HK开心万岁             | 街坊         |
| 2011年 | 勁抽福祿壽                 | 求职者       |
| 2012年 | 天生愛情狂                 | 二妹夫       |
| 2013年 | 古惑仔：江湖新秩序         | 山雞         |
| 2013年 | 重口味                     | 古大鹏       |
| 2013年 | 風暴                       | 阿傑         |
| 2016年 | Good Take!                 |              |
| 2016年 | 誤闖瘋人院(網絡電影)       | 徐醬         |
| 2017年 | 黑白迷宮                   | 超人         |
| 2020年 | 蛻變吧，股神重生(網絡電影) | 黄生         |
| 2024年 | 黑水岭(網絡電影)           |              |

### 微電影
- 愛在魅來1分鐘 飾 轎車車主(2013)
- 愛神搭錯線 White Man 飾 Steve(2013)（男主角）

### 紀錄片
- 極地狂奔（2013）

### 音樂錄影帶
- 鄭希怡：《燈隔熱》（2002）
- 鄧麗欣：《日久生情 （页面存档备份，存于）》（2007）
- 黃家強：《哪吒回家 （页面存档备份，存于）》（2007）
- 鄧穎芝：《繼續潮拜 （页面存档备份，存于）》（2007）
- 關心妍：《龐貝21世紀 （页面存档备份，存于）》（2008）

### 廣告
- 屈臣氏蒸餾水廣告 （2005）
- 東海海都海鮮酒家 廣告雜誌  （2006-2007）
- 快圖美特約：數碼靚相錦囊 廣告雜誌 （2007）
- 纖形22 Easy Dance （页面存档备份，存于）（2009）
- 萬寧（2014)

### 品牌代言
優氧寶有限公司

### 香港電台電視部
- 完全學生手冊 ( 1999 )

## 其他連結
- 梁烈唯 TVB.com （页面存档备份，存于）
- 梁競徽的新浪微博
- 梁競徽的Facebook專頁
- 梁競徽的Instagram帳戶
- 梁競徽的小紅書帳戶
- 梁競徽在互联网电影资料库（IMDb）上的資料（英文）（英文）
- 梁競徽在香港影庫上的簡介
- 梁競徽在豆瓣上的资料（简体中文）
- 梁競徽在时光网上的簡介（简体中文）